# A Beautiful Lie
| Đánh giá chuyên môn | Đánh giá chuyên môn |
| Nguồn đánh giá      | Nguồn đánh giá      |
| Nguồn               | Đánh giá            |
| ------------------- | ------------------- |
| Allmusic            | [ 1 ]               |
| Alternative Press   | [ 3 ]               |
| Kerrang!            | [ 4 ]               |
| Melodic             | [ 5 ]               |
| NME                 | (2/10)              |
| Q                   | [ 7 ]               |
| Rock Sound          | (8/10)              |
| Rolling Stone       | [ 9 ]               |
| Sputnikmusic        | [ 10 ]              |
| Teraz Rock          | [ 11 ]              |

A Beautiful Lie là album thứ hai của ban nhạc rock Mỹ Thirty Seconds to Mars. Nó được phát hành vào ngày 30 tháng 8 năm 2005 thông qua hãng Virgin Records và được sản xuất bởi Josh Abraham. Album gồm bốn đĩa đơn, " Attack," " The Kill," " From Yesterday," and " A Beautiful Lie "

## Danh sách theo dõi
Tất cả các ca khúc được viết bởi Jared Leto, ngoại trừ "Savior", "From Yesterday" and "The Battle of One" từ Thirty Seconds to Mars.
| Original CD | Original CD                                                                       | Original CD |
| STT         | Nhan đề                                                                           | Thời lượng  |
| ----------- | --------------------------------------------------------------------------------- | ----------- |
| 1.          | "Attack"                                                                          | 3:08        |
| 2.          | "A Beautiful Lie"                                                                 | 4:05        |
| 3.          | "The Kill"                                                                        | 3:51        |
| 4.          | "Was It a Dream?"                                                                 | 4:15        |
| 5.          | "The Fantasy"                                                                     | 4:29        |
| 6.          | "Savior"                                                                          | 3:11        |
| 7.          | "From Yesterday"                                                                  | 4:07        |
| 8.          | "The Story"                                                                       | 3:55        |
| 9.          | "R-Evolve"                                                                        | 3:59        |
| 10.         | "A Modern Myth" (Ends at 2:59, hidden track "Praying for a Riot" begins at 12:26) | 14:10       |

| Special edition bonus tracks | Special edition bonus tracks | Special edition bonus tracks | Special edition bonus tracks |
| STT                          | Nhan đề                      | Sáng tác                     | Thời lượng                   |
| ---------------------------- | ---------------------------- | ---------------------------- | ---------------------------- |
| 11.                          | "Battle of One"              |                              | 2:50                         |
| 12.                          | "Hunter" (Björk cover)       | Björk                        | 3:54                         |
| Tổng thời lượng:             | Tổng thời lượng:             | Tổng thời lượng:             | 56:12                        |

| Deluxe edition bonus track | Deluxe edition bonus track | Deluxe edition bonus track |
| STT                        | Nhan đề                    | Thời lượng                 |
| -------------------------- | -------------------------- | -------------------------- |
| 13.                        | "The Kill (Rebirth)"       | 3:59                       |

| Irish edition bonus tracks | Irish edition bonus tracks   | Irish edition bonus tracks |
| STT                        | Nhan đề                      | Thời lượng                 |
| -------------------------- | ---------------------------- | -------------------------- |
| 13.                        | "The Kill (Rebirth)"         | 3:59                       |
| 14.                        | "A Beautiful Lie" (Acoustic) | 3:42                       |

| Brazilian edition bonus tracks | Brazilian edition bonus tracks      | Brazilian edition bonus tracks |
| STT                            | Nhan đề                             | Thời lượng                     |
| ------------------------------ | ----------------------------------- | ------------------------------ |
| 13.                            | "The Kill (Rebirth)"                | 3:59                           |
| 14.                            | "The Kill" (feat. Pitty) (Acoustic) | 3:45                           |

| Wal-Mart edition bonus track | Wal-Mart edition bonus track | Wal-Mart edition bonus track |
| STT                          | Nhan đề                      | Thời lượng                   |
| ---------------------------- | ---------------------------- | ---------------------------- |
| 13.                          | "Attack" (Live)              | 4:49                         |

| Japanese edition bonus track | Japanese edition bonus track | Japanese edition bonus track |
| STT                          | Nhan đề                      | Thời lượng                   |
| ---------------------------- | ---------------------------- | ---------------------------- |
| 13.                          | "Was It a Dream?" (Acoustic) | 4:25                         |

| Deluxe edition DVD | Deluxe edition DVD                                              | Deluxe edition DVD |
| STT                | Nhan đề                                                         | Thời lượng         |
| ------------------ | --------------------------------------------------------------- | ------------------ |
| 1.                 | "The Kill" (video)                                              |                    |
| 2.                 | "The Kill" (The Making of)                                      |                    |
| 3.                 | "The International Music Feed Interview"                        |                    |
| 4.                 | "Attack" (MTV2 Greatest Moments 2006)                           |                    |
| 5.                 | "The Kill" (MTV2 Greatest Moments 2006)                         |                    |
| 6.                 | "The Fantasy" (Fan-Generated Take) (MTV2 Greatest Moments 2006) |                    |
| 7.                 | "T-Minus Rock Interview" (MTV2 Greatest Moments 2006)           |                    |
| 8.                 | "Red Carpet Arrival" (MTV Video Music Awards 2006)              |                    |
| 9.                 | "MTV2 Award Acceptance Speech"                                  |                    |
| 10.                | "MTV2 $2Bill Internet Promo"                                    |                    |
| 11.                | "MTV2 $2Bill Pre-Sale Tour Promo"                               |                    |
| 12.                | "MTV2 $2Bill Ticket Sale Tour Promo"                            |                    |

## Bảng xếp hạng

### Album
| Năm  | Country        | Chart                 | Peak position | Certification | Sales      |
| ---- | -------------- | --------------------- | ------------- | ------------- | ---------- |
| 2006 | Mỹ             | Billboard 200         | 36            | Platinum      | 1.200.000+ |
| 2007 | Úc             | ARIA Albums Chart     | 20            | Gold          | 45,000+    |
| 2007 | Canada         | CRIA Albums Chart     | 1             | Gold          | 100,000+   |
| 2007 | Vương quốc Anh | UK Albums Chart       | 38            | Platinum      | 300,000+   |
| 2007 | New Zealand    | RIANZ Albums Chart    | 20            | —             | —          |
| 2007 | Phần Lan       | Finnish Albums Chart  | 15            | —             | —          |
| 2007 | Hà Lan         | Dutch Albums Chart    | 31            | —             | —          |
| 2007 | Áo             | Austrian Albums Chart | 10            | —             | —          |
| 2007 | Đức            | German Albums Chart   | 30            | Gold          | 100,000+   |
| 2007 | Ý              | Italian Albums Chart  | 8             | Platinum      | 70,000+    |
| 2008 | Nam Phi        | RISA Albums Chart     | 1             | Gold          | 40,000+    |
|      |                | Toàn thế giới         |               |               | 3.500.000+ |

### Singles
| Năm  | Single            | Chart                  | Position |
| ---- | ----------------- | ---------------------- | -------- |
| 2005 | "Attack"          | Modern Rock Tracks     | 22       |
| 2005 | "Attack"          | Mainstream Rock Tracks | 38       |
| 2006 | "The Kill"        | Billboard Hot 100      | 65       |
| 2006 | "The Kill"        | Modern Rock Tracks     | 3        |
| 2006 | "The Kill"        | Mainstream Rock Tracks | 14       |
| 2006 | "From Yesterday"  | Modern Rock Tracks     | 1        |
| 2006 | "From Yesterday"  | Mainstream Rock Tracks | 11       |
| 2006 | "From Yesterday"  | Billboard Hot 100      | 75       |
| 2007 | "A Beautiful Lie" | Modern Rock Tracks     | 37       |